# HD 22663
y Eridani
Ne doit pas être confondu avec Y Eridani (= HD 13009).
Désignations
y Eridani (en abrégé y Eri), également désignée HD 22663 ou HR 1106, est une étoile binaire astrométrique candidate de la constellation de l'Éridan. Elle est visible à l'œil nu avec une magnitude apparente de 4,58. Le système présente une parallaxe annuelle de 13,22 mas mesurée par le satellite Gaia, ce qui permet d'en déduire qu'il est distant d'environ 76 pc (∼248 al) de la Terre. Il s'éloigne actuellement du Système solaire à une vitesse radiale héliocentrique de +11,5 km/s, après être passé à une distance minimale d'environ 43,2 pc (∼141 al) il y a 3,76 millions d'années.
La composante visible du système de y Eridani est une étoile géante rouge de type spectral K1 III, qui a donc épuisé les réserves en hydrogène de son cœur et qui s'est éloignée de la séquence principale. Elle a une masse qui est estimée valoir 1,4 fois la masse du Soleil et son rayon est devenu 13 fois plus grand que le rayon solaire. Âgée de 2,6 milliards d'années, l'étoile est 96 fois plus lumineuse que le Soleil et sa température de surface est de 4 660 K.